# Рамка для улья

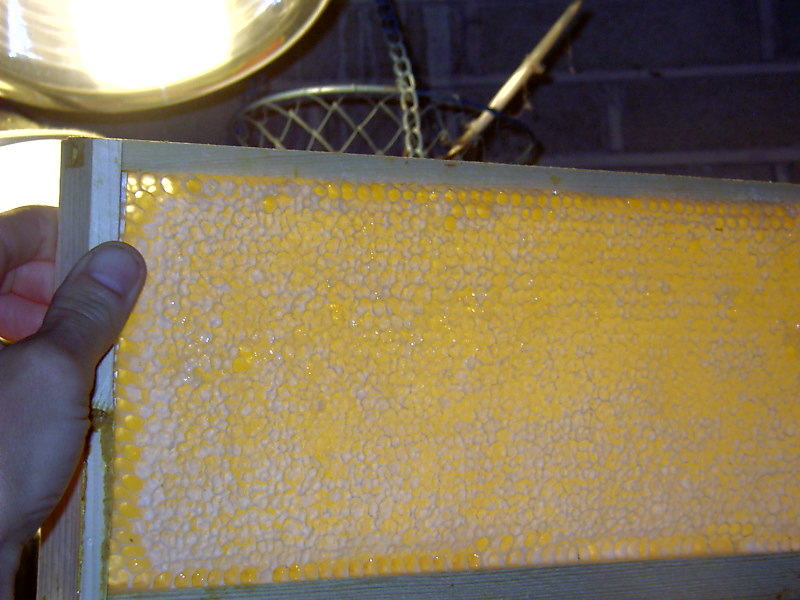
Мелкая рамка для улья наполненная мёдом

Рамка для улья или медовая рамка — структурный элемент в пчелином улье, который является основой для медовых сот или сот для расплода внутри улья (или в магазине улья). Рамка является ключевой частью современного разборного улья с тех пор как появилась возможность удалять её для того, чтобы проверять здоровье пчёл или извлекать избыток мёда.

## История
Одна из первых рамок для ульев была разработана Петром Прокоповичем в 1814 году. Однако расстояние между рамками было слишком большим и они накладывались на поддерживающие деревянные рейки. В разработке Прокоповича рамки помещались только в отсеке для сбора мёда. В отсеке для расплода пчёлы строили соты в свободном стиле.
Ян Дзержон описал наиболее верное расстояние между сотами в отсеке для расплода. Оно составляет полтора дюйма (38 мм) от центра одной рейки до центра следующей рейки. В 1848 году Дзержон предложил использовать канавки на внутренней стенке улья, заменяющие рейки для поддержки сот. Канавки были расположены на расстоянии 8 мм друг от друга и создавали необходимое для пчёл пространство между рамками.
Август фон Берлепш (в мае 1852 года) в Тюрингии и Л. Л. Лангстротом (в октябре 1852 года) в США также разработали разборный рамочный улей. На сегодняшний день модель Лангстрота наиболее распространена.

## Стандартный размер
Улей Лангстрота содержит десять рамок, расположенных на расстоянии 38 мм от центра одной рамки до центра другой (но он может содержать и только лишь восемь рамок, если соты строятся более широко внутри рамки для сохранения пространства для пчёл). Высота улья 48 см. Глубина улья может быть различной. Рамки изготавливаются из дерева или пластика.
Специальные рамки, такие как рамки с клетками, используются для выращивания новых пчелиных маток.